# Вулиця Параджанова (Львів)
Ву́лиця Сергі́я Параджа́нова — тупикова вулиця в Залізничному районі Львова на Левандівці, бічна вулиці Ливарної, від якої веде нумерацію будинків. Вулиця викладена ФЕМ-бруківкою, з квітниками та слотами для паркування.

## Історія
Вулиця прокладена 1957 року, мала первісну назву Пальмова. 1993 року перейменована на честь видатного українського кінорежисера Сергія Параджанова. Забудова: дво- і триповерхові житлові бараки кінця 1950-х — початку 1960-х років.

## Свято вулиці Параджанова
24-27 травня 2012 року на вулиці проходив фестиваль «КіноЛев на Левандівці. Свято вулиці Параджанова». Патроном «Кінолева» у 2012 році було обрано Параджанова. Коли організаторам стало відомо про існування в місті вулиці його імені, було вирішено окрім головного фестивалю, який традиційно відбувається в третій декаді серпня, провести схоже свято і на периферії міста, залучивши до нього місцевих діячів.

## Провулок Параджанова
2012 року під час фестивалю «Кінолев» у центрі Львова у Вірменському дворику було відкрито провулок Параджанова, однак юридично такої адреси у Львові не існує.

## Галерея

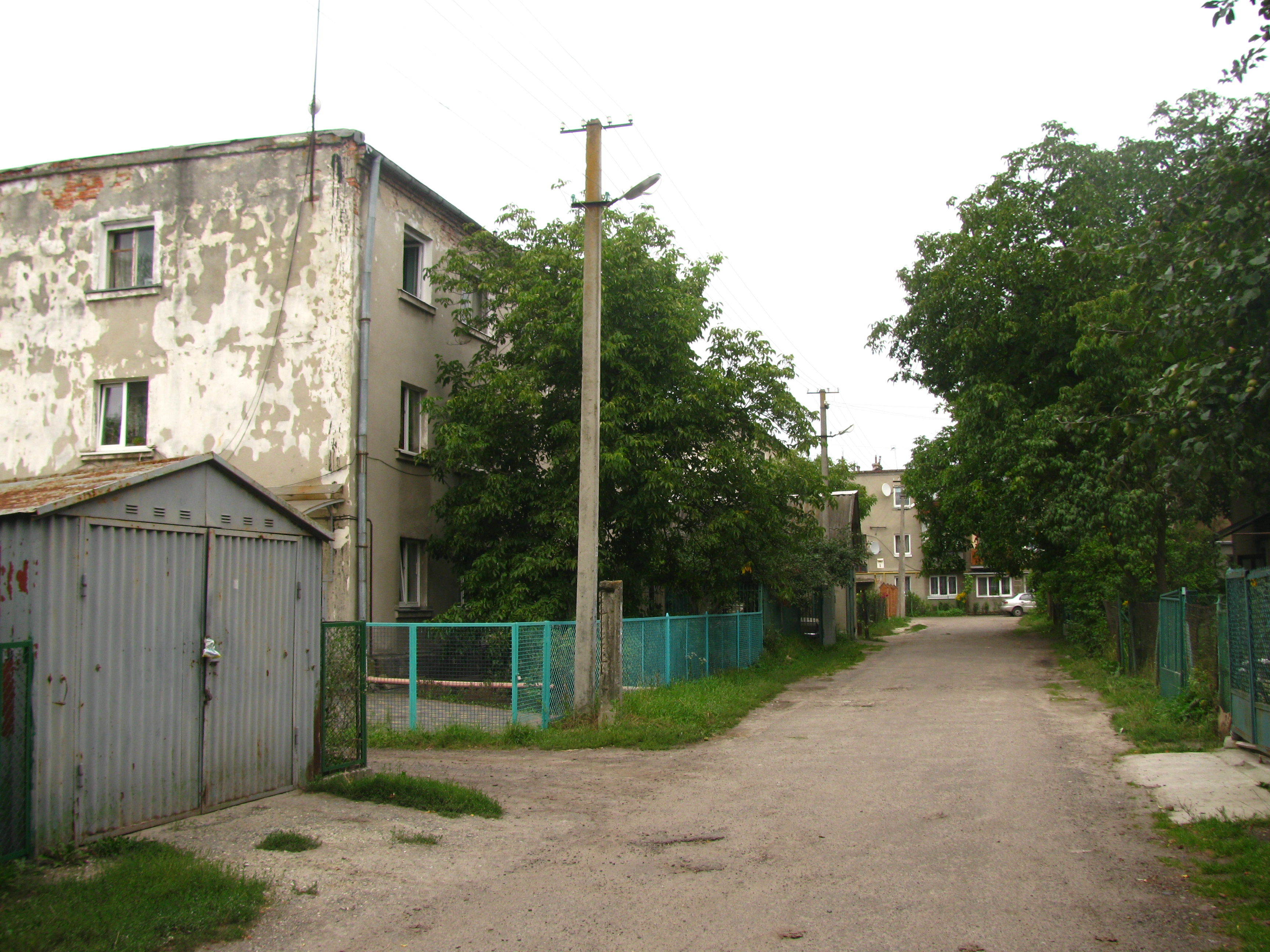
Середина вулиці (2012)
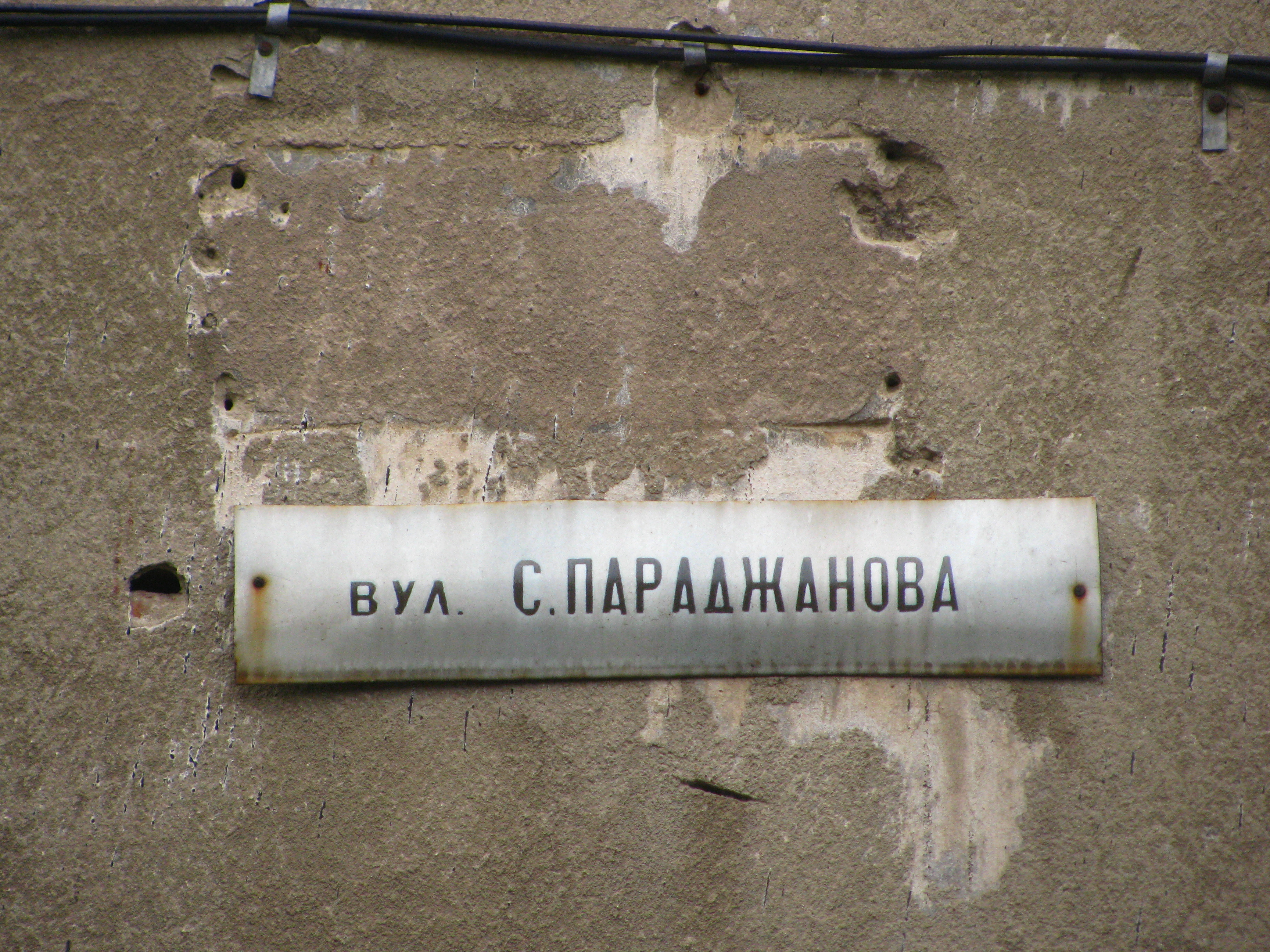
Табличка з назвою вулиці (2012)